# تلمبه حاج میرزا شاهرخی
تلمبه حاج میرزا شاهرخی یک منطقهٔ مسکونی در ایران است که در دهستان فسارود واقع شده‌است.